# Banovo Polje
Banovo Polje (en serbe cyrillique : Баново Поље) est une localité de Serbie située dans la municipalité de Bogatić, district de Mačva. Au recensement de 2011, elle comptait 1 373 habitants.
Banovo Polje est officiellement classé parmi les villages de Serbie. 

## Démographie

### Évolution historique de la population
| 1948  | 1953  | 1961  | 1971  | 1981  | 1991  | 2002  | 2011  |
| ----- | ----- | ----- | ----- | ----- | ----- | ----- | ----- |
| 2 017 | 2 063 | 1 976 | 1 881 | 1 732 | 1 668 | 1 619 | 1 373 |

|  |

## Tourisme
La réserve naturelle de Zasavica s'étend en partie sur le territoire de Banovo Polje. Dans son ensemble, cette réserve couvre une superficie 760 ha ; depuis 2000, sur 5 200 ha, elle a été définie comme une zone importante pour la conservation des oiseaux (en abrégé : ZICO) et, depuis 2008, elle figure sur la liste des sites Ramsar pour la conservation des zones humides,.

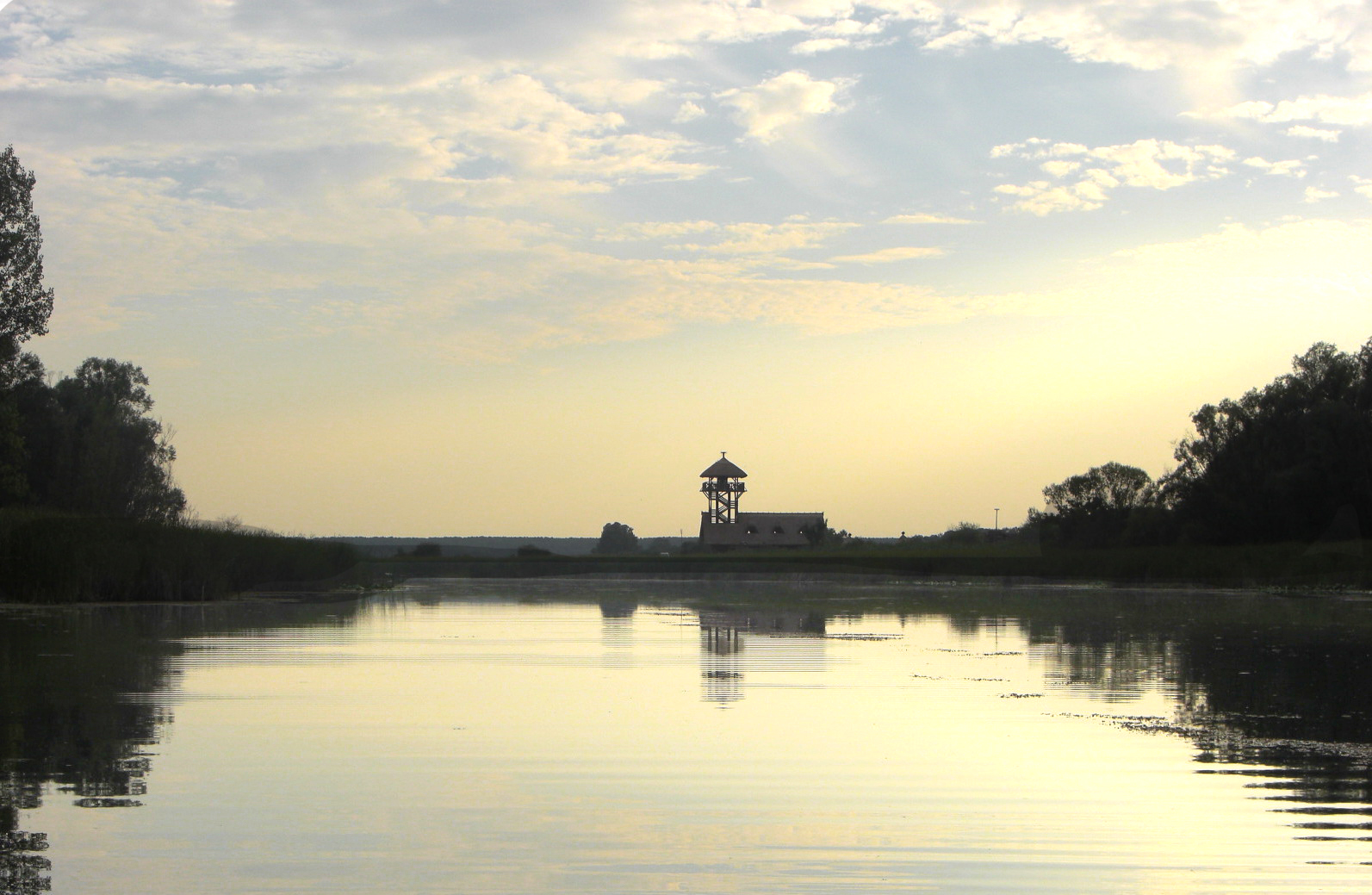
La réserve naturelle de Zasavica